# Mario Golf: Toadstool Tour
Mario Golf: Toadstool Tour är ett Mario-spel till Nintendo GameCube. Spelet är det andra i serien Mario Golf.

## Spelbara karaktärer
- Mario
- Luigi
- Peach
- Daisy
- Yoshi
- Birdo
- Donkey Kong
- Diddy Kong
- Koopa Troopa
- Wario
- Waluigi
- Bowser

Upplåsbara karaktärer
- Bowser Jr.
- Shadow Mario
- Boo
- Petey Piranha

Niel och Ella kan bli upplåsta vid ihopkoppling med Mario Golf: Advance Tour till Game Boy Advance.

## Golfbanor
- Lakitu Valley
- Cheep Cheep Falls
- Shifting Sands
- Blooper Bay
- Peach's Castle Grounds
- Bowser Badlands
- Congo Canopy